# رودولف شادو
رودولف شادو (بالألمانية: Rudolph Schadow) هو نحات ألماني إيطالي ولد في يوم 9 يوليو 1786 في روما. والده ومعلمه هو النحات الألماني يوهان غوتفريد شادو. قام بإبتكار عدة منحوتات دينية. توفي في يوم 31 يناير 1822 في روما.